# АЕЦ „Гундреминген“
АЕЦ „Гундреминген“ (на немски: Kernkraftwerk Gundremmingen) е атомна електроцентрала, разположена край река Дунав в землището на село Гундреминген в провинция Бавария. Разполага с мощност от 2х 1344 MW, което я прави най-мощната атомна електроцентрала в Германия. Операторът на централата е смесеното дружество „Aтомна електроцентрала Гундреминген“ (KGG GmBH) със собственици RWE Power AG (75%) и Е.ON Kernkraft GmbH (25%).
Централата има 3 блока:
- блок А с кипящ реактор, в експлоатация от 1966 г. до 1977 г. с мощност от 237 MW
- блок B с кипящ реактор, в експлоатация от 1984 г. с мощност 1344 MW
- блок C с кипящ реактор, в експлоатация от 1985 г. с мощност 1344 MW

Използваното ядрено гориво е уран и MOX-гориво. Блокове B и C произвеждат около 30% от електроенегргията в провинция Бавария.
През март 2007 г. отваря врати и посетителски център към централата.

## История
Първоначалната строителна площадка на електроцентралата е била предвидена в Бертолдсхайм и е попадала във вододайната зона на град Нюрнберг. След протести от страна на градската управа площадката е изместена на около 50 км нагоре по течението на Дунав. Строителното разрешение е одобрено на 13 юли 1962 г., с което се поставя началото на първата голяма атомна електроцентрала в Германия.
През 1975 г. при изпускане на гореща радиоактивна пара загиват двама служители на централата. Това е първата злополука с жертви в АЕЦ във ФРГ.

## Аварии
В блок А на АЕЦ „Гундреминген“ се разиграва най-сериозната ядрена авария в Германия до момента.
На 13 януари 1977 г. лоши атмосферни условия предизвикват късо съединение в двата 220-киловотови електропровода до централата. Турбините на блока биват превключени на ниски обороти до нивото на необходимата за собствено потребление електроенергия (около 15 MW).
Но системата за управление не функционира гладко. Реакторът е спрян за секунди, но при форсираното му изключване се стига до няколко операторски грешки. След първоначална временна блокировка на вентилационен клапан се стига до бързо спадане на налягането в първичния контур на реактора. Автоматичната контролна система изтъкува това като знак за спукване на основна тръба и включва допълнителни водни помпи с аварийното захранване. В реактора е впомпано свръхколичество вода, което повишава налягането и водата в реактора прелива през клапаните. Около 400 м3 гореща (с температура около 280 °C) радиоактивна вода наводнява сградата на реактора. Включва се и противопожарната инсталация, която впръсква допълнително количество вода в сградата на блока и нивото на водата в енергоблока стига 3 метра. Впоследствие водата и радиоактивната пара се изливат в околната среда.
Реакторът е напълно повреден и блок А изваден от експлоатация. Окончателният му демонтаж му започва през 1983 г. Международната агенция за атомна енергия (МААЕ) определя аварията като степен 2 по международната скала за ядрени събития.
Строежът на блокове B и C продължава след аварията.